# Синагога Канесои Мошебой
Канесои́ Мошебо́й, иногда Синагога Звулу́на Моше́ева (узб. Kanesoi Mosheboy sinagogasi; евт. Синагогаи Канесои Мошебой) — ныне не существующая синагога, которая располагалась новой части (так называемый «Русский Самарканд») города Самарканд, на улице Воровского. Это один из 4 когда-либо существовавших синагог в новом Самарканде (из этих 4 синагог, в новой части Самарканда сегодня функционирует лишь синагога Ор-Авнер). 
Синагога была построена в 1890-е годы известным бухарским-евреем, купцом — Звулуном Мошеевым, больше известным как Мошебой (в переводе с персидского, таджикского и еврейско-таджикского языков означает Богач Моше). 20-е годы прошлого века синагога была закрыта.